# 이리사르

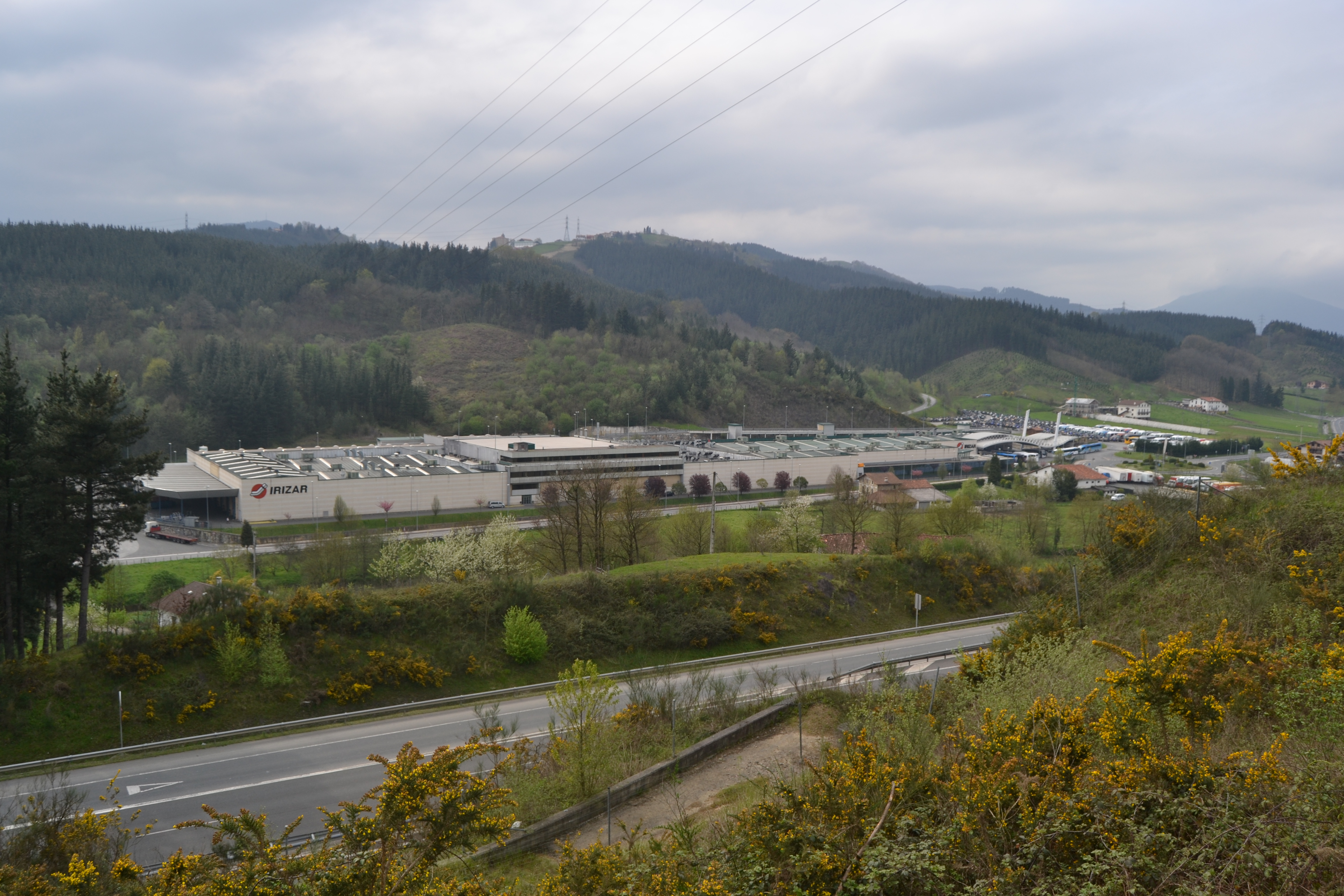
본사

이리사르(Irizar)는 스페인에 위치한 럭셔리 버스 및 코치 제조 기업이다. 1889년 설립된 이 기업은 스페인 바스크주 Ormaiztegi에 위치해 있다. 2017년 600,000,000유로를 넘어서면서 90개국 이상에서 상업 활동을 하고 있다.
스페인의 시장 주도적인 코치 차량 제조 기업이며(40%를 넘는 시장 점유율) 유럽에서 2위를 차지한다.

## 그룹 기업
- Irizar, S. Coop
- Irizar e-mobility
- Datik
- Masats
- Hispacold
- Jema Energy
- Alconza
- Creatio

## 제품
- PB (중단)

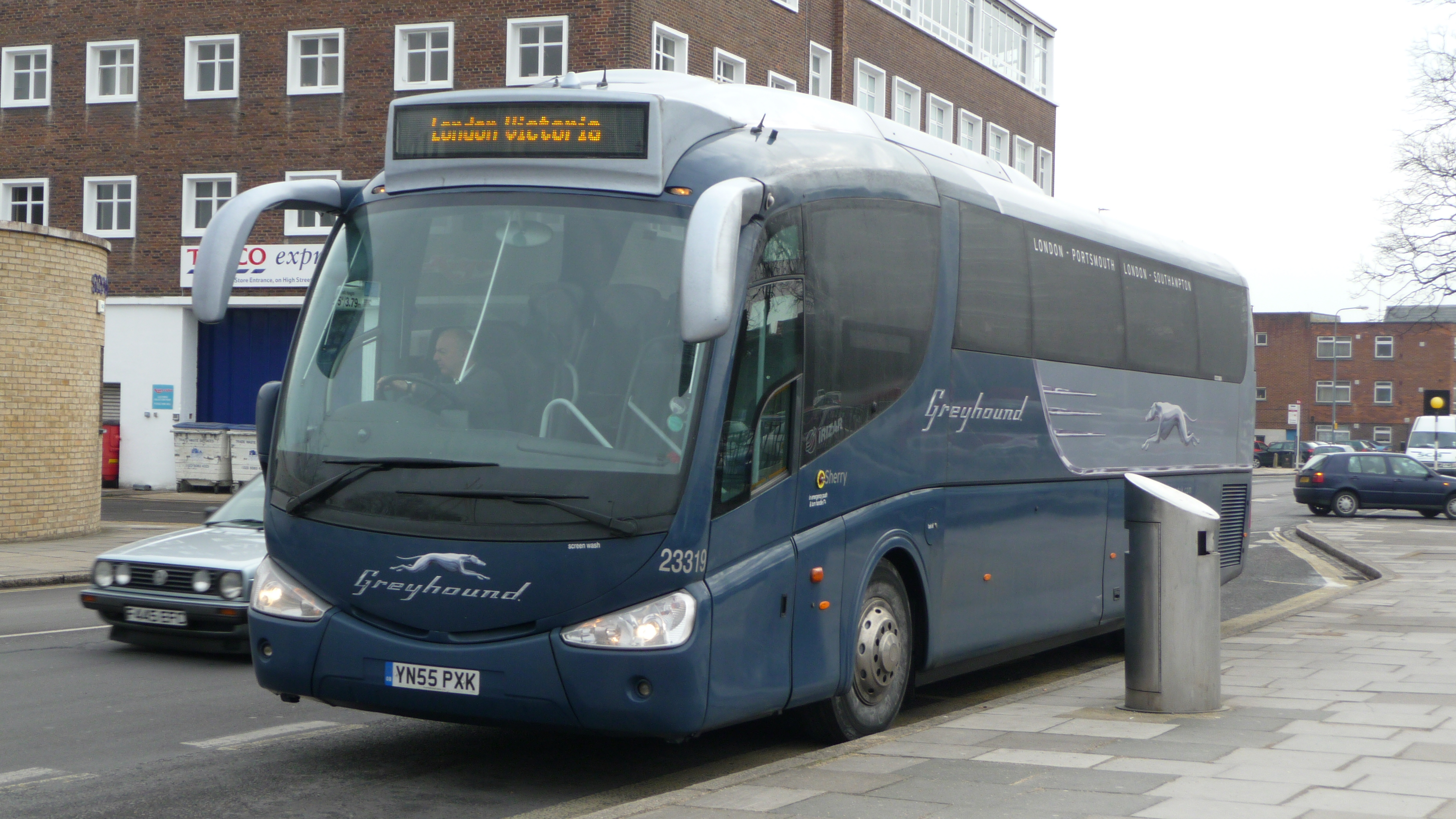
이리사르 i2e
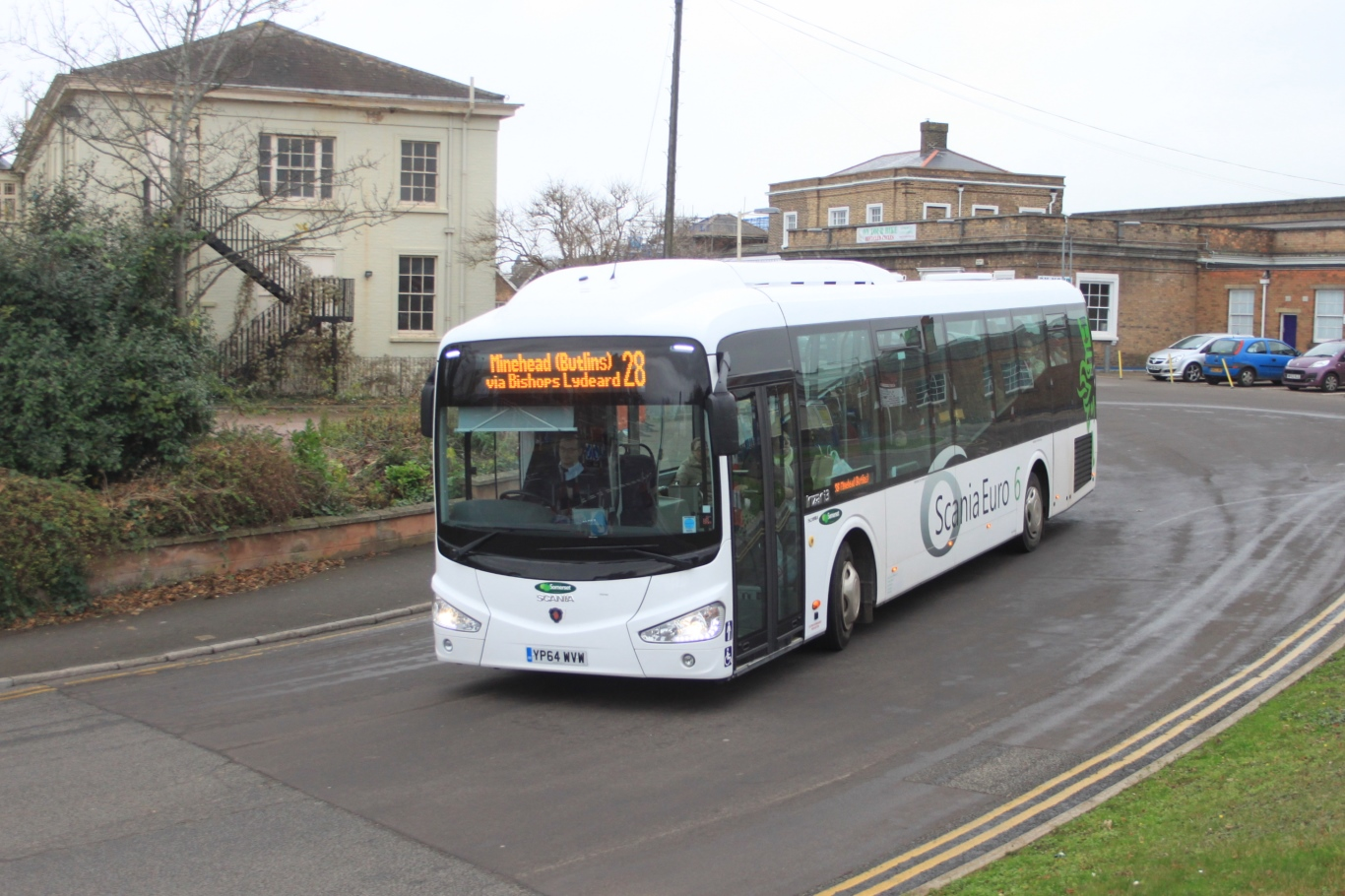
이리사르 i3
- i8
- i6
- 센추리 (중단)
- 이리사르 인터센추리 (중단)
- 이리사르 뉴 센추리 (중단)

- 이리사르 PB
- 이리사르 i3LE